# THAT'S MANZAI
『THAT'S MANZAI』（ザッツマンザイ）は、1981年から1984年まで朝日放送（ABCテレビ）で放送された演芸番組。放送当時は漫才ブーム真っ只中で、数多くの人気若手漫才師たちが出演していた。

## 司会者
- 西川きよし
- 南美希子（当時テレビ朝日アナウンサー）

## 主な出演者
- 中田カウス・ボタン
- 太平サブロー・シロー
- ザ・ぼんち
- 島田紳助・松本竜介
- 海原さおり・しおり
- トミーズ
- ダウンタウン
- オール阪神・巨人
- 横山やすし・西川きよし

| スタブアイコン | サブスタブ | この項目は、まだ閲覧者の調べものの参照としては役立たない、テレビ番組に関連した書きかけの項目です。この項目を加筆・訂正などしてくださる協力者を求めています（P:テレビ/PJ:放送または配信の番組）。 |